# Habitatge a l'avinguda Catalunya, 96 (la Palma de Cervelló)
L'Habitatge a l'avinguda Catalunya, 96 és una obra eclèctica de la Palma de Cervelló (Baix Llobregat) inclosa a l'Inventari del Patrimoni Arquitectònic de Catalunya.

## Descripció
Casa de planta baixa i pis coberta a dues vessants, formant terrat sobre la façana principal. La cornisa i el balcó són sostinguts per mènsules (10 sota la cornisa i 4 al balcó). La façana és esgrafiada amb rectangles de grans dimensions de costats curvilinis. Al mig de la balustrada del terrat hi ha la data de 1911 inscrita i es llegeix "BA (...) PI".